# Inverso Pinasca
Inverso Pinasca is een gemeente in de Italiaanse provincie Turijn (regio Piëmont) en telt 678 inwoners (31-12-2004). De oppervlakte bedraagt 7,9 km², de bevolkingsdichtheid is 86 inwoners per km².

## Demografie
Inverso Pinasca telt ongeveer 318 huishoudens. Het aantal inwoners steeg in de periode 1991-2001 met 0,6% volgens cijfers uit de tienjaarlijkse volkstellingen van ISTAT.
| Jaar | Inwoneraantal |
| ---- | ------------- |
| 1991 | 655           |
| 2001 | 659           |

## Geografie
Inverso Pinasca grenst aan de volgende gemeenten: Perosa Argentina, Pinasca, Pomaretto, Villar Perosa, Pramollo, San Germano Chisone.
1. ↑  https://demo.istat.it/?l=it.